# Glaucònoma
Glaucònoma (en grec antic Γλαυκονόμη) va ser, segons la mitologia grega, una de les cinquanta Nereides, filla de Nereu, un déu marí fill de Pontos, i de Doris, una nimfa filla d'Oceà i de Tetis.
En parlen Hesíode, que l'anomena 'somrient' i Apol·lodor, a les llistes que donen de les nereides. Apol·lodor diu que era la nereida de les aigües grises.